# Lista oryginalnych filmów HBO Max

Logo oryginalnych programów HBO Max

Lista oryginalnych seriali HBO Max – zestawienie oryginalnych filmów amerykańskiego serwisu strumieniowego wideo na życzenie HBO Max, prowadzonego przez koncern Warner Bros. Discovery.
Serwis został uruchomiony 27 maja 2020 w Stanach Zjednoczonych, a następnie w latach 2021–2022 w wybranych krajach Ameryki Łacińskiej i Europy, w tym 8 marca 2022 w Polsce. 23 maja 2023 HBO Max zmienił w Stanach Zjednoczonych nazwę na Max. Rebranding w pozostałych państwach odbył się w latach 2023–2024, w tym 11 czerwca 2024 w Polsce. 9 lipca 2025 serwis powrócił do nazwy HBO Max.
Artykuł zawiera informacje o filmach i programach jednorazowych (to znaczy nie podzielonych na odcinki), których produkcję HBO Max zlecił i które premierowo dystrybuował jako Max Originals przynajmniej na niektórych terytoriach. Lista jest podzielona na:
- filmy fabularne,
- dokumentalne,
- filmy koncertowe,
- występy stand-upowe,
- specjalne programy telewizyjne.

W tabelach zostały wyszczególnione trzy rodzaje filmów:
- wydane,
- zapowiedziane (to znaczy takie, które zostały wyprodukowane, a ich daty premiery zostały wyznaczone i ogłoszone przez HBO Max),
- w fazie produkcji lub oczekujące na premierę (czyli wyprodukowane, ale bez ogłoszonej daty premiery).

Lista zawiera informacje o tytułach (polskich i oryginalnych), datach premier i krajach produkcji. Informacje na temat dat premier dotyczą najwcześniejszego pojawienia się danej pozycji w serwisie HBO Max na całym świecie (niektóre pojawiają się tylko w wybranych państwach lub ich daty premiery są różne, w zależności od kraju). W listach nie zostały uwzględnione filmy, które nie są współprodukowane przez HBO Max, ale serwis podpisał umowę na ich ekskluzywną dystrybucję na niektórych terytoriach, gdzie podpisuje je jako Max Originals.

## Filmy fabularne
| Tytuł                                        | Tytuł oryginalny                  | Data premiery             | Kraje produkcji                    |               |
| Wydane                                       | Wydane                            | Wydane                    | Wydane                             | Wydane        |
| -------------------------------------------- | --------------------------------- | ------------------------- | ---------------------------------- | ------------- |
| Amerykanin w marynacie                       | An American Pickle                | 6 sierpnia 2020(dts)      | Stany Zjednoczone                  | [ 9 ]         |
| Test na przyjaźń                             | Unpregnant                        | 10 września 2020(dts)     | Stany Zjednoczone                  | [ 10 ]        |
| Królowie Charm City                          | Charm City Kings                  | 8 października 2020(dts)  | Stany Zjednoczone                  | [ 11 ]        |
| Wiedźmy                                      | The Witches                       | 22 października 2020(dts) | Stany ZjednoczoneMeksyk            | [ 12 ]        |
| Superinteligencja                            | Superintelligence                 | 25 listopada 2020(dts)    | Stany Zjednoczone                  | [ 13 ]        |
| Niech gadają                                 | Let Them All Talk                 | 10 grudnia 2020(dts)      | Stany Zjednoczone                  | [ 14 ]        |
| Skazani na siebie                            | Locked Down                       | 14 stycznia 2021(dts)     | Stany ZjednoczoneWielka Brytania   | [ 15 ]        |
| Liga Sprawiedliwości Zacka Snydera           | Zack Snyder’s Justice League      | 18 marca 2021(dts)        | Stany Zjednoczone                  | [ 16 ]        |
| Bez gwałtownych ruchów                       | No Sudden Move                    | 1 lipca 2021(dts)         | Stany Zjednoczone                  | [ 17 ]        |
| 8-bitowe święta                              | 8-Bit Christmas                   | 24 listopada 2021(dts)    | Stany Zjednoczone                  | [ 18 ]        |
| Następstwa                                   | The Fallout                       | 27 stycznia 2022(dts)     | Stany Zjednoczone                  | [ 19 ]        |
| Kimi                                         | Kimi                              | 10 lutego 2022(dts)       | Stany Zjednoczone                  | [ 20 ]        |
| Wyprawa na Marsa                             | Moonshot                          | 31 marca 2022(dts)        | Stany Zjednoczone                  | [ 21 ]        |
| Ojciec panny młodej                          | Father of the Bride               | 16 czerwca 2022(dts)      | Stany Zjednoczone                  | [ 21 ]        |
| niewydany w Polsce                           | Mamá para Rato                    | 1 listopada 2022(dts)     | Meksyk                             | [ 22 ]        |
| niewydany w Polsce                           | Navidad en Vivo                   | 9 grudnia 2022(dts)       | Meksyk                             | [ 23 ]        |
| Świąteczny prezent pod choinkę               | A Christmas Story Christmas       | 17 listopada 2022(dts)    | Stany ZjednoczoneMeksykWęgryKanada | [ 24 ]        |
| Holiday Harmony                              | Holiday Harmony                   | 24 listopada 2022(dts)    | Stany Zjednoczone                  | [ 24 ]        |
| Świąteczna tajemnica                         | A Christmas Mystery               | 24 listopada 2022(dts)    | Stany Zjednoczone                  | [ 24 ]        |
| Hollywoodzkie święta                         | A Hollywood Christmas             | 1 grudnia 2022(dts)       | Stany Zjednoczone                  | [ 24 ]        |
| niewydany w Polsce                           | Land of Gold                      | 15 maja 2023(dts)         | Stany Zjednoczone                  | [ 25 ]        |
| niewydany w Polsce                           | Gray Matter                       | 13 lipca 2023(dts)        | Stany Zjednoczone                  | [ 26 ]        |
| Żółwie aż do końca                           | Turtles All the Way Down          | 2 maja 2024(dts)          | Stany Zjednoczone                  | [ 27 ]        |
| Wszystko ze mną OK?                          | Am I OK?                          | 6 czerwca 2024(dts)       | Stany Zjednoczone                  | [ 28 ]        |
| Miasteczko Salem                             | ’Salem’s Lot                      | 3 października 2024(dts)  | Stany Zjednoczone                  | [ 29 ]        |
| Caddo Lake                                   | Caddo Lake                        | 10 października 2024(dts) | Stany Zjednoczone                  | [ 30 ]        |
| Szkolne miłości                              | Sweethearts                       | 28 listopada 2024(dts)    | Stany Zjednoczone                  | [ 31 ]        |
| Przysięgły nr 2                              | Juror No. 2                       | 20 grudnia 2024(dts)      | Stany Zjednoczone                  | [ 32 ]        |
| Rodzice kontra duch                          | The Parenting                     | 13 marca 2025(dts)        | Stany Zjednoczone                  | [ 33 ]        |
| Zapowiedziane                                |                                   |                           |                                    |               |
| nieznany                                     | Batman Azteca: Choque de Imperios | 19 września 2025(dts)     | Meksyk                             | [ 34 ]        |
| W fazie produkcji lub oczekujące na premierę |                                   |                           |                                    |               |
| nieznany                                     | 1000 Miles                        | 2030 !                    | Stany Zjednoczone                  | [ 35 ] [ 36 ] |
| nieznany                                     | In Five Years                     | 2030 !                    | Stany Zjednoczone                  | [ 37 ]        |
| nieznany                                     | Pretty Big                        | 2030 !                    | Stany Zjednoczone                  | [ 38 ]        |

## Filmy dokumentalne
| Tytuł                                        | Tytuł oryginalny                                  | Data premiery             | Kraje produkcji                  |        |
| Wydane                                       | Wydane                                            | Wydane                    | Wydane                           | Wydane |
| -------------------------------------------- | ------------------------------------------------- | ------------------------- | -------------------------------- | ------ |
| Mamy to na taśmie                            | On the Record                                     | 27 maja 2020(dts)         | Stany Zjednoczone                | [ 39 ] |
| niewydany w Polsce                           | On the Trail: Inside the 2020 Primaries           | 6 sierpnia 2020(dts)      | Stany Zjednoczone                | [ 40 ] |
| niewydany w Polsce                           | Class Action Park                                 | 27 sierpnia 2020(dts)     | Stany Zjednoczone                | [ 41 ] |
| Nie ma „ja” w trójkącie                      | There is No I in Threesome                        | 11 lutego 2021(dts)       | Stany Zjednoczone                | [ 42 ] |
| Persona: Ciemna strona testów osobowości     | Persona: The Dark Truth Behind Personality Tests  | 4 marca 2021(dts)         | Stany Zjednoczone                | [ 43 ] |
| niewydany w Polsce                           | LFG                                               | 24 czerwca 2021(dts)      | Stany Zjednoczone                | [ 44 ] |
| niewydany w Polsce                           | Romeo Santos: The King of Bachata                 | 30 lipca 2021(dts)        | Stany Zjednoczone                | [ 45 ] |
| niewydany w Polsce                           | Eyes on the Prize: Hallowed Ground                | 19 sierpnia 2021(dts)     | Stany Zjednoczone                | [ 46 ] |
| 15 minut wstydu                              | 15 Minutes of Shame                               | 7 października 2021(dts)  | Stany Zjednoczone                | [ 47 ] |
| niewydany w Polsce                           | Diego, el último adiós                            | 25 listopada 2021(dts)    | Argentyna                        | [ 48 ] |
| niewydany w Polsce                           | Beanie Mania                                      | 23 grudnia 2021(dts)      | Stany Zjednoczone                | [ 49 ] |
| niewydany w Polsce                           | Carole King & James Taylor: Just Call Out My Name | 2 stycznia 2022(dts)      | Stany Zjednoczone                | [ 50 ] |
| Film balkonowy                               | Film balkonowy                                    | 17 kwietnia 2022(dts)     | Polska                           | [ 51 ] |
| Nawalny                                      | Navalny                                           | 26 maja 2022(dts)         | Stany Zjednoczone                | [ 52 ] |
| Stado                                        | Stado                                             | 7 lipca 2022(dts)         | Polska                           | [ 53 ] |
| Obywatel Ashe                                | Citizen Ashe                                      | 28 lipca 2022(dts)        | Stany ZjednoczoneWielka Brytania | [ 54 ] |
| niewydany w Polsce                           | Primera                                           | 4 września 2022(dts)      | Chile                            | [ 55 ] |
| Anioły z Sindżaru                            | Anioły z Sindżaru                                 | 30 września 2022(dts)     | PolskaNiemcy                     | [ 56 ] |
| Najszybsza kobieta na świecie                | The Fastest Woman on Earth                        | 20 października 2022(dts) | Stany Zjednoczone                | [ 57 ] |
| Mikołajowy obóz                              | Santa Camp                                        | 17 listopada 2022(dts)    | Stany Zjednoczone                | [ 58 ] |
| niewydany w Polsce                           | Muxes                                             | 17 listopada 2022(dts)    | Meksyk                           | [ 59 ] |
| Love, Lizzo                                  | Love, Lizzo                                       | 24 listopada 2022(dts)    | Stany Zjednoczone                | [ 60 ] |
| Miss Cleo: Twoja wróżka                      | Call Me Miss Cleo                                 | 15 grudnia 2022(dts)      | Stany Zjednoczone                | [ 61 ] |
| Bama Rush                                    | Bama Rush                                         | 23 maja 2023(dts)         | Stany Zjednoczone                | [ 62 ] |
| niewydany w Polsce                           | American Pain                                     | 8 czerwca 2023(dts)       | Stany Zjednoczone                | [ 63 ] |
| Boylesque                                    | Boylesque                                         | 15 czerwca 2023(dts)      | PolskaCzechy                     | [ 64 ] |
| niewydany w Polsce                           | Glitch: The Rise & Fall of HQ Trivia              | 20 lipca 2023(dts)        | Stany Zjednoczone                | [ 65 ] |
| niewydany w Polsce                           | Metal Monsters: The Righteous Redeemer            | 30 lipca 2023(dts)        | Stany Zjednoczone                | [ 66 ] |
| Prawy chłopak                                | Prawy chłopak                                     | 15 września 2023(dts)     | PolskaSzwajcaria                 | [ 67 ] |
| niewydany w Polsce                           | Gumbo Coalition                                   | 6 listopada 2023(dts)     | Stany Zjednoczone                | [ 68 ] |
| Little Richard: Jestem wszystkim             | Little Richard: I Am Everything                   | 23 listopada 2023(dts)    | Stany Zjednoczone                | [ 68 ] |
| niewydany w Polsce                           | Oprah and The Color Purple Journey                | 28 grudnia 2023(dts)      | Stany Zjednoczone                | [ 69 ] |
| niewydany w Polsce                           | Chowchilla                                        | 11 stycznia 2024(dts)     | Stany Zjednoczone                | [ 70 ] |
| Nazywali go Mostly Harmless                  | They Called Him Mostly Harmless                   | 8 lutego 2024(dts)        | Stany Zjednoczone                | [ 71 ] |
| Hope                                         | Hope                                              | 11 czerwca 2024(dts)      | Polska                           | [ 72 ] |
| Głos wolności – Aktywistki za mikrofonem     | Louder: The Soundtrack of Change                  | 17 października 2024(dts) | Stany Zjednoczone                | [ 73 ] |
| Krwawe trofeum                               | Krwawe trofeum                                    | 16 maja 2025(dts)         | Polska                           | [ 74 ] |
| W fazie produkcji lub oczekujące na premierę |                                                   |                           |                                  |        |
| 33 zdjęcia z getta                           | 33 zdjęcia z getta                                | 2030 !                    | Polska                           | [ 75 ] |
| nieznany                                     | Luva de Pedreiro: The Influencer’s Untold Story   | 2030 !                    | Brazylia                         | [ 76 ] |

## Filmy koncertowe
| Tytuł                                           | Tytuł oryginalny                                   | Data premiery        | Kraje produkcji   |        |
| Wydane                                          | Wydane                                             | Wydane               | Wydane            | Wydane |
| ----------------------------------------------- | -------------------------------------------------- | -------------------- | ----------------- | ------ |
| „My Gift” – koncert świąteczny Carrie Underwood | My Gift: A Christmas Special From Carrie Underwood | 3 grudnia 2020(dts)  | Stany Zjednoczone | [ 77 ] |
| niewydany w Polsce                              | Romeo Santos: Utopia Live from MetLife Stadium     | 30 lipca 2021(dts)   | Stany Zjednoczone | [ 45 ] |
| Lizzo – koncert                                 | Lizzo: Live in Concert                             | 31 grudnia 2022(dts) | Stany Zjednoczone | [ 78 ] |

## Występy stand-upowe
| Tytuł                                      | Tytuł oryginalny                                                  | Data premiery             | Kraje produkcji   |        |
| Wydane                                     | Wydane                                                            | Wydane                    | Wydane            | Wydane |
| ------------------------------------------ | ----------------------------------------------------------------- | ------------------------- | ----------------- | ------ |
| niewydany w Polsce                         | Beth Stelling: Girl Daddy                                         | 20 sierpnia 2020(dts)     | Stany Zjednoczone | [ 79 ] |
| niewydany w Polsce                         | Conan O’Brien’s Team Coco Presents: James Veitch: Straight to VHS | 20 sierpnia 2020(dts)     | Stany Zjednoczone | [ 79 ] |
| niewydany w Polsce                         | HA Comedy Festival: The Art of Comedy                             | 20 sierpnia 2020(dts)     | Stany Zjednoczone | [ 79 ] |
| niewydany w Polsce                         | Rose Matafeo: Horndog                                             | 20 sierpnia 2020(dts)     | Stany Zjednoczone | [ 79 ] |
| Chelsea Handler: Ewolucja                  | Chelsea Handler: Evolution                                        | 22 października 2020(dts) | Stany Zjednoczone | [ 80 ] |
| niewydany w Polsce                         | Colin Quinn & Friends: A Parking Lot Comedy Show                  | 12 listopada 2020(dts)    | Stany Zjednoczone | [ 81 ] |
| niewydany w Polsce                         | Marlon Wayans: You Know What It Is                                | 19 sierpnia 2021(dts)     | Stany Zjednoczone | [ 82 ] |
| niewydany w Polsce                         | Ahir Shah: Dots                                                   | 23 września 2021(dts)     | Stany Zjednoczone | [ 83 ] |
| niewydany w Polsce                         | Comedy Chingonas                                                  | 18 listopada 2021(dts)    | Stany Zjednoczone | [ 84 ] |
| niewydany w Polsce                         | Phoebe Robinson: Sorry, Harriet Tubman                            | 14 października 2021(dts) | Stany Zjednoczone | [ 85 ] |
| niewydany w Polsce                         | Aida Rodriguez: Fighting Words                                    | 4 listopada 2021(dts)     | Stany Zjednoczone | [ 86 ] |
| niewydany w Polsce                         | 2nd Annual HA Festival: The Art of Comedy                         | 16 grudnia 2021(dts)      | Stany Zjednoczone | [ 87 ] |
| niewydany w Polsce                         | Moses Storm: Trash White                                          | 20 stycznia 2022(dts)     | Stany Zjednoczone | [ 88 ] |
| niewydany w Polsce                         | Chris Redd: Why Am I Like This?                                   | 3 listopada 2022(dts)     | Stany Zjednoczone | [ 89 ] |
| Tracy Morgan leci po bandzie               | Tracy Morgan: Takin’ It Too Far                                   | 17 sierpnia 2023(dts)     | Stany Zjednoczone | [ 90 ] |
| niewydany w Polsce                         | Gary Gulman: Born on 3rd Base                                     | 21 grudnia 2023(dts)      | Stany Zjednoczone | [ 91 ] |
| niewydany w Polsce                         | Rory Scovel: Religion, Sex and a Few Things in Between            | 22 lutego 2024(dts)       | Stany Zjednoczone | [ 92 ] |
| Hannah Einbinder: Wszystkie ręce na pokład | Hannah Einbinder: Everything Must Go                              | 13 czerwca 2024(dts)      | Stany Zjednoczone | [ 93 ] |

## Specjalne programy telewizyjne
| Tytuł                                           | Tytuł oryginalny                                                                   | Data premiery             | Kraje produkcji                  | Dodatkowe informacje             |         |
| Wydane                                          | Wydane                                                                             | Wydane                    | Wydane                           | Wydane                           | Wydane  |
| ----------------------------------------------- | ---------------------------------------------------------------------------------- | ------------------------- | -------------------------------- | -------------------------------- | ------- |
| niewydany w Polsce                              | Sesame Street Elmo’s Playdate: Scavenger Hunt                                      | 6 sierpnia 2020(dts)      | Stany Zjednoczone                |                                  | [ 94 ]  |
| niewydany w Polsce                              | Mo Willems and The Storytime All-Stars Present: Don’t Let the Pigeon Do Storytime! | 17 września 2020(dts)     | Stany Zjednoczone                |                                  | [ 95 ]  |
| niewydany w Polsce                              | The Power of We: A Sesame Street Special                                           | 15 października 2020(dts) | Stany Zjednoczone                |                                  | [ 96 ]  |
| niewydany w Polsce                              | A West Wing Special to Benefit When We All Vote                                    | 15 października 2020(dts) | Stany Zjednoczone                |                                  | [ 97 ]  |
| niewydany w Polsce                              | The Monster at the End of This Story                                               | 29 października 2020(dts) | Stany Zjednoczone                |                                  | [ 98 ]  |
| Bajer z Bel-Air znowu razem                     | The Fresh Prince of Bel-Air Reunion                                                | 18 listopada 2020(dts)    | Stany Zjednoczone                |                                  | [ 99 ]  |
| niewydany w Polsce                              | Homeschool Musical: Class of 2020                                                  | 17 grudnia 2020(dts)      | Stany Zjednoczone                |                                  | [ 100 ] |
| niewydany w Polsce                              | The Runaway Bunny                                                                  | 25 marca 2021(dts)        | Stany Zjednoczone                |                                  | [ 101 ] |
| Przyjaciele: Spotkanie po latach                | Friends: The Reunion                                                               | 27 marca 2021(dts)        | Stany Zjednoczone                |                                  | [ 102 ] |
| niewydany w Polsce                              | Furry Friends Forever: Elmo Gets a Puppy                                           | 5 sierpnia 2021(dts)      | Stany Zjednoczone                |                                  | [ 103 ] |
| niewydany w Polsce                              | Halsey: If I Can’t Have Love, I Want Power                                         | 7 października 2021(dts)  | Stany Zjednoczone                |                                  | [ 104 ] |
| niewydany w Polsce                              | See Us Coming Together: A Sesame Street Special                                    | 25 listopada 2021(dts)    | Stany Zjednoczone                |                                  | [ 105 ] |
| Harry Potter – 20. rocznica: Powrót do Hogwartu | Harry Potter 20th Anniversary: Return to Hogwarts                                  | 1 stycznia 2022(dts)      | Stany ZjednoczoneWielka Brytania |                                  | [ 106 ] |
| I tak po prostu…, za kulisami                   | And Just Like That… The Documentary                                                | 3 lutego 2022(dts)        | Stany Zjednoczone                |                                  | [ 107 ] |
| niewydany w Polsce                              | Naked Mole Rat Gets Dressed: The Underground Rock Experience                       | 30 czerwca 2022(dts)      | Stany Zjednoczone                | współprodukcja z Cartoon Network | [ 108 ] |
| niewydany w Polsce                              | Sesame Street The Nutcracker                                                       | 1 grudnia 2022(dts)       | Stany Zjednoczone                |                                  | [ 109 ] |
| niewydany w Polsce                              | Cookie Monster’s Bake Sale                                                         | 10 sierpnia 2023(dts)     | Stany Zjednoczone                |                                  | [ 110 ] |
| niewydany w Polsce                              | Oscar’s Handmade Halloween                                                         | 5 października 2023(dts)  | Stany Zjednoczone                |                                  | [ 111 ] |
| niewydany w Polsce                              | Peter & the Wolf                                                                   | 19 października 2023(dts) | Stany Zjednoczone                |                                  | [ 111 ] |
| niewydany w Polsce                              | Elmo and Tango Holiday Helpers                                                     | 7 grudnia 2023(dts)       | Stany Zjednoczone                |                                  | [ 112 ] |
| niewydany w Polsce                              | Cookie Monster's Bake Sale: Back to School                                         | 29 sierpnia 2024(dts)     | Stany Zjednoczone                |                                  | [ 113 ] |
| nieznany                                        | Cookie Monster’s Bake Sale: Block Party                                            | 17 kwietnia 2025(dts)     | Stany Zjednoczone                |                                  | [ 114 ] |
| W fazie produkcji lub oczekujące na premierę    |                                                                                    |                           |                                  |                                  |         |